# Méneslies
Méneslies är en kommun i departementet Somme i regionen Hauts-de-France i norra Frankrike. Kommunen ligger i kantonen Ault som tillhör arrondissementet Abbeville. År 2022 hade Méneslies 303 invånare.

## Befolkningsutveckling
Antalet invånare i kommunen Méneslies
| Referens: INSEE |